# Pristomerus bicinctus
Pristomerus bicinctus är en stekelart som beskrevs av Girault 1925. Pristomerus bicinctus ingår i släktet Pristomerus och familjen brokparasitsteklar. Inga underarter finns listade i Catalogue of Life.